# Joseph Vassivière
Pierre Joseph de Vassivière, né à Bordeaux le 23 avril 1879 et mort à Héricy (Seine-et-Marne) le 6 janvier 1935, est un poète et auteur dramatique français.

## Biographie
Avocat à la cour d'Appel de Paris, il est surtout connu pour avoir reçu en juillet 1934 le prix Caroline Jouffroy-Renault de l'Académie Française pour son recueil de poèmes A fleur d’aile. 
Joseph Vassivière mourra six mois plus tard, victime d'un accident de chasse.

## Œuvres
Théâtre
- 1917 : D'Estanzit, ou l'Éminence jaune, comédie en 1 acte, avec Gustave Guiches
- 1917 : Le Budget de l'amour, comédie en 1 acte, avec Raphaël Adam
- 1917 : Une Larme de poète, pièce en vers en 1 acte, avec Guillaume Livet
- 1917 : Le Revenant, drame en 3 actes
- 1920 : La Parole qui tue, ou l'Homme qui parle, pièce en 3 actes avec Gustave Guiches
- 1925 : Dans l'ombre, pièce en 1 acte avec Paul Gramond, au théâtre de la Potinière (18 avril).

Poésie
- 1918 : L'Âme française. Ode à la France
- 1923 : La Berceuse de l'Angelus, poésie mise en musique en 1925 par Henri Sapin[3]
- 1923 : À fleur d’aile, recueil de poèmes, préface de Jean Richepin, Paris, éditions Jouve & Cie. Réédité chez La Caravelle en 1933.
- 1928 : Anthologie de l'Anti-Chapelle Poétique. Des vers, 100 poèmes à dire ou à mettre en musique, Paris, éditions de l'Anti-Chapelle Poétique
- 1933 : La Vague du désir, poésie mise en musique en 1934 par Yvonne Philippe[4]

Varia
- 1892 : Tout par l'égoïsme
- 1917 : La Journée anglaise et ses bienfaits, Paris, librairie Félix Alcan
- 1926 : La Nuit de l'Armistice
- 1931 : La Jeune fille doit-elle rester vierge ?

## Filmographie
- 1934 : La Vague du désir, court-métrage de A. Roberts, musique d'Yvonne Philippe, poème filmé d'après l'œuvre éponyme de Joseph Vassivière[5],[6]